# Torre vigía de Benagalbón
La Torre de Benagalbón es una torre almenara situada en el litoral del municipio de Rincón de la Victoria, en la provincia de Málaga, Andalucía, España.
Tiene planta circular y forma troncónica con 6,6 metros de diámetro en la base y una altura aproximada de 8 metros. Está situada sobre un pequeño promontorio en el núcleo urbano al que da nombre: Torre de Benagalbón. 
Al igual que otras torres almenaras del litoral mediterráneo andaluz, la torre formaba parte de un sistema de vigilancia de la costa empleado por árabes y cristianos y, como las demás torres, está declarada Bien de Interés Cultural. 